# Fluoren
Ej att förväxla med aminoxantengruppen fluorener.
Fluoren eller 9H-fluoren är ett polycykliskt aromatiskt kolväte. Den bildar vita kristaller (smältpunkt 116 °C) med en karakteristisk, aromatisk lukt liknande den för naftalen. Den har en violett fluorescens, som gav den dess namn. Den tillverkas artificiellt, även om den finns naturligt i högkokande fraktioner av stenkolstjära. Den är olöslig i vatten men löslig i bensen och eter. 
Fluoren används för att göra färger, plaster och bekämpningsmedel. Den förekommer i avgaser. Den används för framställning av fluorenon och fluoren-9-metanol. 
Poly(fluoren) är en vanlig luminofor i organiska lysdioder. Copolymerer innehållande fluoren undersöks som material för solceller.
Protonerna i 9-position av fluorenringen är sura (pKa = 22,6 i DMSO) och deprotonering av en av dem med en bas såsom natriumhydroxid, leder till den stabila fluorenylanjonen som är aromatisk och har en intensiv orange färg. Anjonen är nukleofil och många elektrofiler reagerar med den genom att adderas till 9-positionen. Exempelvis uppkommer fluorenol, alkoholen av fluoren, när en hydroxylgrupp införs i 9-positionen.
9-Fluorenylmetylklorformiat (Fmoc-klorid) används för att införa 9-fluorenylmetylkarbamat-skyddsgruppen (Fmoc) på aminer vid peptidsyntes.